# 글리제 1061
GJ 1061(글리제-야레이스 1061)은 시계자리에 있는 적색 왜성으로, 지구에서 12.08광년 떨어져 있다. 이 별의 겉보기 등급은 13.03으로 맨눈으로는 볼 수 없다. 이 별의 질량은 태양의 11.3퍼센트이며 밝기는 1천 분의 1에 불과하다.

## 같이 보기
- 가까운 별 목록